# Sybra biflavoguttata
Sybra biflavoguttata là một loài bọ cánh cứng trong họ Cerambycidae.